# Liste de prénoms indonésiens
Cet article présente une liste de prénoms indonésiens masculins et féminins, leur origine et leur sens.
| Prénom      | Genre   | Origine | Signification                     |
| ----------- | ------- | --- | --------------------------------- |
| Achmad      | (m)     | arabe (Ahmed) | celui qui reçoit des louanges     |
| Ainur       | (f)     | arabe / turc (Aynur (en))                                                                                             | clair de lune                     |
| Airlangga   | (m)     | indonésien (nom d’un roi du Moyen Âge)                                                                                |                                   |
| Anggun      | (f)     | indonésien anggun | élégant, gracieux                 |
| Angling     | (f)     | anglais to angle, « pêcher à la ligne »                                                                               | pêche à la ligne                  |
| Basuki      | (m)     | |                                   |
| Bunga       | (f)     | proto-malayo-polynésien *buŋa indonésien bunga                                                                        | fleur                             |
| Burhanuddin | (m)     | arabe burhan (برهان), « preuve » et suffixe uddin, de dīn, « religion » fréquent dans les prénoms arabes              | preuve de la religion             |
| Cakka       | (f)     | |                                   |
| Cinta       | (f)     | indonésien cinta | amour                             |
| Dewi        | (f)     | sanskrit devī | déesse                            |
| Duduh       | (m)     | |                                   |
| Gading      | (f)     | indonésien gading | ivoire                            |
| Gesang      | (f)     | Gesang est aussi un toponyme indonésien                                                                               |                                   |
| Gibran      | (m)     | prénom arabe (جبران)                                                                                                  |                                   |
| Hartarto    | (m)     | |                                   |
| Indra       | (m) (f) | hindi (roi des dieux dans la mythologie de l'Inde ancienne)                                                           |                                   |
| Joko        | (m)     | javanais joko | jeune homme célibataire, garçon   |
| Jusuf       | (m)     | prénom arabe Youssouf (Joseph)                                                                                        |                                   |
| Khairul     | (m)     | prénom arabe |                                   |
| Koesno      | (m)     | |                                   |
| Oka         | (m) (f) | |                                   |
| Pinkan      | (f)     | |                                   |
| Putri       | (f)     | indonésien | fille (féminin de putra, « fils») |
| Raden       | (m) (f) | à l’origine, Raden est un titre de noblesse en Indonésie, de *roh-adi-an, de roh, « esprit » et adi, « grand, noble » | esprit noble                      |
| Rinto       | (m)     | |                                   |
| Sherina     | (f)     | |                                   |
| Sinta       | (f)     | sanscrit, variante indonésienne de Sītā, divinité de l'hindouisme                                                     |                                   |
| Surya       | (m) (f) | sanscrit, Sūrya (le dieu Soleil), de la racine sanskrite sur ou svar, « briller »                                     |                                   |
| Susilo      | (m)     | sanskrit | bon caractère                     |
| Sutan       | (m)     | indonésien | titre de noblesse héréditaire     |
| Titiek      | (f)     | indonésien | surnom quotidien                  |
| Trie        | (f)     | |                                   |
| Urip        | (m)     | javanais | vivant                            |